# Fior d'amore
Pour plus de détails, voir Fiche technique et Distribution.
Fior d'amore est un film italien réalisé par Mario Caserini, sorti en 1921.

## Fiche technique
- Titre original : Fior d'amore
- Réalisation : Mario Caserini
- Scénario :
- Photographie :
- Montage :
- Producteur :
- Société de production : Società Italiana Cines
- Société de distribution : Società Italiana Cines
- Pays d'origine :  Royaume d'Italie
- Langue : italien
- Format : Noir et blanc — 35 mm — 1,33:1 — Muet
- Genre :
- Longueur de pellicule : 1 545 mètres (5 bobines)
- Durée : 50 minutes
- Dates de sortie :
  -  Royaume d'Italie : janvier 1921

## Distribution
- Nerio Bernardi
- Olga Capri
- Mina D'Orvella
- Totò Majorana
- G. Morone
- Vera Vergani (it)
- Gleb Zborominsky